# Eumacroxiphus willemsei
Eumacroxiphus willemsei är en insektsart som beskrevs av Sigfrid Ingrisch 1998. Eumacroxiphus willemsei ingår i släktet Eumacroxiphus och familjen vårtbitare. Inga underarter finns listade i Catalogue of Life.